# Хуан Фернандес (острови)
Хуан Фернандес (на испански: Archipiélago Juan Fernández) са група острови, намиращи се в южната част на Тихия океан, разположени на 672 km от бреговете на Чили. Архипелагът се състои от три основни вулканични острова – остров Робинзон Крузо (преди това Мас а Тиера), остров Алехандро Селкирк и остров Санта Клара.
Островите са известни преди всичко като мястото, на което шотландският моряк Александър Селкирк (вдъхновил Даниел Дефо за романа „Робинзон Крузо“) прекарва четири години.

## География
Островите са с площ от 99,6 km2, от които 50,1 km2 приспадат към територията на Робинзон Крузо и Санта Клара (Робинзон Крузо – 47,9 km2, а Санта Клара – 2,2 km2), а 49,5 km2 – остров Алехандро Селкирк. Островите принадлежат административно на Чили. Най-високите точки на островите Робинзон Крузо и Алехандро Селкирк са съответно с височина 915 m и 1329 m надморска височина, докато Санта Клара е най-нисък с 315 m надморска височина. Островите са с вулканичен произход и са формирани преди около 3 – 5 милиона години.

## Климат
Архипелагът има субтропичен средиземноморски климат, резултат от студеното Перуанско течение. Температурите варират от 3 °C до 34 °C, като средногодишната температура е 15,4 °C. Средногодишното количество на валежите е 1081 mm, вариращи от 318 mm до 1698 mm от година на година. Валежите са по-високи през зимните месеци и варират спрямо височината и изложението – над 500 m надморска височина са повече.
| Климатични данни за острови Хуан Фернандес                                            | Климатични данни за острови Хуан Фернандес | Климатични данни за острови Хуан Фернандес | Климатични данни за острови Хуан Фернандес | Климатични данни за острови Хуан Фернандес | Климатични данни за острови Хуан Фернандес | Климатични данни за острови Хуан Фернандес | Климатични данни за острови Хуан Фернандес | Климатични данни за острови Хуан Фернандес | Климатични данни за острови Хуан Фернандес | Климатични данни за острови Хуан Фернандес | Климатични данни за острови Хуан Фернандес | Климатични данни за острови Хуан Фернандес | Климатични данни за острови Хуан Фернандес |
| Месеци                                                                                | яну.                                       | фев.                                       | март                                       | апр.                                       | май                                        | юни                                        | юли                                        | авг.                                       | сеп.                                       | окт.                                       | ное.                                       | дек.                                       | Годишно                                    |
| Абсолютни максимални температури (°C)                                                 | 28,8                                       | 27,8                                       | 27,0                                       | 26,0                                       | 24,8                                       | 22,2                                       | 22,6                                       | 24,4                                       | 21,8                                       | 23,5                                       | 25,2                                       | 26,9                                       | 28,8                                       |
| Средни максимални температури (°C)                                                    | 21,5                                       | 21,4                                       | 21,1                                       | 19,3                                       | 17,6                                       | 16,2                                       | 15,0                                       | 14,8                                       | 15,0                                       | 16,0                                       | 17,6                                       | 19,8                                       | 17,9                                       |
| Средни температури (°C)                                                               | 18,5                                       | 18,5                                       | 18,1                                       | 16,5                                       | 15,0                                       | 13,6                                       | 12,5                                       | 12,2                                       | 12,3                                       | 13,3                                       | 14,8                                       | 16,9                                       | 15,2                                       |
| Средни минимални температури (°C)                                                     | 16,4                                       | 16,6                                       | 16,1                                       | 14,6                                       | 13,1                                       | 11,8                                       | 10,8                                       | 10,4                                       | 10,4                                       | 11,3                                       | 12,7                                       | 14,7                                       | 13,2                                       |
| Абсолютни минимални температури (°C)                                                  | 10,6                                       | 4,2                                        | 9,0                                        | 4,2                                        | 4,6                                        | 4,8                                        | 5,0                                        | 3,0                                        | 5,0                                        | 6,2                                        | 7,3                                        | 9,2                                        | 3,0                                        |
| Средни месечни валежи (mm)                                                            | 32,5                                       | 34,5                                       | 60,3                                       | 91,1                                       | 160,8                                      | 180,1                                      | 160,2                                      | 126,3                                      | 87,7                                       | 54,1                                       | 35,1                                       | 24,1                                       | 1046,8                                     |
| Средно количество слънчеви часове                                                     | 248.0                                      | 209.1                                      | 158.1                                      | 123.0                                      | 108.5                                      | 99.0                                       | 93.0                                       | 105.4                                      | 147.0                                      | 204.6                                      | 249.0                                      | 260.4                                      | 2005                                       |
| ------------------------------------------------------------------------------------- | ------------------------------------------ | ------------------------------------------ | ------------------------------------------ | ------------------------------------------ | ------------------------------------------ | ------------------------------------------ | ------------------------------------------ | ------------------------------------------ | ------------------------------------------ | ------------------------------------------ | ------------------------------------------ | ------------------------------------------ | ------------------------------------------ |
| Източник: Dirección Meteorológica de Chile Climate and Temperature (humidity and sun) |                                            |                                            |                                            |                                            |                                            |                                            |                                            |                                            |                                            |                                            |                                            |                                            |                                            |

## Население
Населението на най-големия остров, Алехандро Селкирк, е 57 души към 2012 г. Населението на остров Робинзон Крузо е 843, а Санта Клара е необитаем.
88,9% от жителите на островите живеят в градове. Мъжете са 536, докато жените са 364. По-голямата част от населението е с европейски произход, главно испански, британски и германски.

## История
Архипелагът е открит на 22 ноември 1574 г. от испанския мореплавател Хуан Фернандес, който плава на юг между Каляо и Валпараисо по маршрут, който самия той открива, на стотици километри западно от брега на Чили, избягващ северното Перуанско течение. Той нарича островите Мас Афуера (днес Алехандро Селкирк), Мас а Тиера (днес Робинзон Крузо) и Санта Клара.
През 17 и 18 век островите се използват като скривалища от пирати, а след това стават мястото на наказателна колония. Именно през този период Александър Селкирк се оказват изоставен в архипелага. През 1740-те години архипелагът е посетен от флотилията на Джордж Ансън. Местоположението на островната група е фиксирано от Алесандро Маласпина през 1790 г. – предните карти показват различни местоположения. Британските и американските китоловни лодки са редовни посетители на островите към края на 18 век и началото на 19 век. По време на епохата на морската търговия с кожи в началото на 19 век, островите стават източник на кожи на морски котки и чилийската морска котка почти е докарана до изчезване. Към 1840 г. затворниците в наказателната колония са се вдигнали на бунт и са избили охраняващите ги войници. Те успяват да избягват в континенталната част на Чили, където са излавяни и застрелвани. През 1908 г. архипелагът е посетен от шведския ботаник Карл Скотсберг, за който се смята, че е последният човек, видял все още живо ароматното дърво Santalum fernandezianum (ендемит за островите, който изчезва след това, поради изсичане).
През 1914 г. островите са място за прегрупиране на Източноазиатската ескадрила на адмирал Максимилиан фон Шпее, който по-късно побеждава британските сили под командването на адмирал Кристофър Крадок в битката при Коронел. След като британският флот побеждава ескадрилата в битката при Фолкландските острови месец по-късно, последният останал немски крайцер, „Дрезден“, е преследван и приклещен при остров Мас а Тиера в началото на 1915 г., където е потопен след кратка отбрана.
През 1966 г. правителството на Чили преименува остров Мас Афуера на Алехандро Селкирк и остров Мас а Тиера на Робинзон Крузо с цел да насърчава туризма на островите. На 30 юли 2007 г. конституционна реформа превръща островите Хуан Фернандез и Великденския остров в „специални територии“ на Чили.
На 27 февруари 2010 г. цунами, предизвикано от земетресение с магнитуд 8,8 по Рихтер, удря островите, при което загиват поне 8 души, а 11 са в неизвестност. По-голямата част от градчето Сан Хуан Баутиста на остров Робинзон Крузо е разрушена.

## Флора и фауна
Островите Хуан Фернандес са дом на голямо съотношение редки и ендемични растения и животни и са признати аз отделен екорегион. Вулканичният произход и изолираното местонахождение на островите означава, че флората и фауната им е трябвало да ги достигне отдалеч. Поради тази причина, архипелагът разполага с относително малко растителни и животински видове.
Срещат се 209 местни вида васкуларни растения, като около 150 от тях са покритосеменни, а останалите са папратовидни. 126 растителни вида (62%) в 12 рода и едно семейство са ендемични. Много растения споделят общи характеристики с антарктическата флора и имат връзка с растенията в южната част на Южна Америка, Нова Зеландия и Австралия. Растителните зони като цяло съответстват на надморската височина – треви и храсти в по-ниските части, високи планински гори при средни части и храсти в най-високите части.
Три ендемични вида преобладават в планинските гори на архипелага: Myrceugenia fernandeziana на Робинзон Крузо, Myrceugenia schulzei на Алехандро Селкирк и Drimys confertifolia на двата острова. Ендемичните родове Dicksonia и Thyrsopteris преобладават в горите с папрати. Ендемичното сандалово дърво Santalum fernandezianum е напълно изсечено, поради ароматната му дървесина, и не е виждано от 1908 г. насам. В днешно време палмата Juania australis е застрашена от изчезване.
Фауната на островите Хуан Фернандес е силно ограничена. Местни бозайници, влечуги и земноводни няма. 17 земни и морски птици се развъждат на островите. Хората донасят на островите мишки и козе. На остров Робинзон Крузо живее ендемична и застрашена колиброва птица – Sephanoides fernandensis. Смята се, че от тази 11-сантиметрова птица са останали около 500 образеца. Други ендемични видове птици са Anairetes fernandezianus на остров Робинзон Крузо и Aphrastura masafuerae на остров Алехандро Селкирк.
Магелановият пингивин се размножава на остров Робинзон Крузо. Малката лангуста Jasus frontalis обитава в крайбрежните води. Чилийската морска котка също живее по бреговете. Тя е почти изтребена в периода 16 – 19 век, но през 20 век търпи възстановяване – към 1970 г. са преброени около 750 индивида.